# Relações entre Cuba e Estados Unidos
Relações entre Cuba e Estados Unidos são as relações diplomáticas estabelecidas entre a República de Cuba e os Estados Unidos da América. Foram iniciadas em 27 de maio de 1902, quando o enviado americano, Herbert Goldsmith Squiers, apresentou as suas credenciais ao governo cubano em Havana. Rompidas em 3 de janeiro de 1961, dois anos após o fim da Revolução Cubana e a subsequente vitória de Fidel Castro, foram restabelecidas em 17 de dezembro de 2014.

## História

### Independência cubana e período pré-Revolução
Desde antes dos movimentos de independência dos dois países, norte-americanos e cubanos já tinham interesses em comum. Planos de comprar Cuba do Império Espanhol eram sempre discutidos nos Estados Unidos. À medida que a influência espanhola declinava no Caribe, os Estados Unidos foram gradualmente conquistando uma posição de domínio econômico e político sobre a ilha, com grande maioria das explorações de investimento estrangeiro e a maior parte das importações e exportações em suas mãos, bem como uma forte influência sobre os assuntos políticos internos cubanos.
Após a Guerra Hispano-Americana, que obrigou a Espanha a renunciar os seus direitos soberanos sobre Cuba, as forças militares norte-americanas ocuparam o país até 1902, quando os Estados Unidos permitiram a um novo governo cubano, assumir o controle total dos assuntos do Estado. Os Estados Unidos, no entanto, obrigaram Cuba a conceder-lhes o direito contínuo de intervenção para preservar a independência e a estabilidade de Cuba, em conformidade com a Emenda Platt. Esta emenda foi revogada em 1934, quando ambos assinaram um Tratado de Relações. Este tratado deu continuidade aos acordos de 1903, que arrendavam a Base Naval da Baía de Guantánamo para os Estados Unidos. Os dois países cooperaram sob o governo de Fulgencio Batista até a década de 1950.

### Aliança cubano-soviética

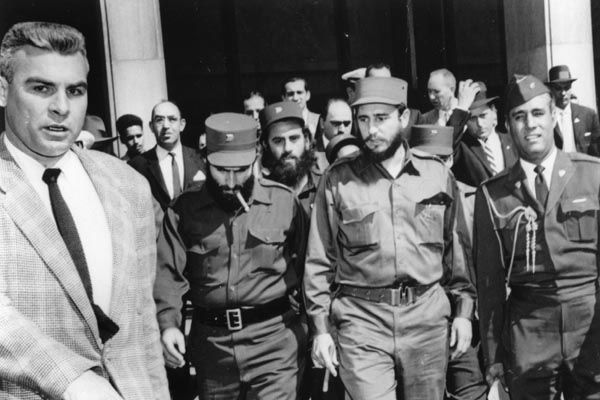
Fidel Castro durante uma visita a Washington, D.C. em 1959.

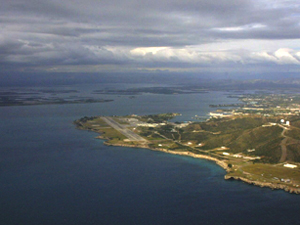
Instalações militares da Marinha dos Estados Unidos na Baía de Guantánamo.

Após a Revolução Cubana de 1959 e a ascensão de Fidel Castro ao poder, as relações sofreram uma progressiva deterioração. O Governo cubano expropriou terras e empresas de investidores dos Estados Unidos, e em resposta o Governo dos EUA adotou um plano de derrubar o regime criado por Castro, que resultou na fracassada invasão da Baía dos Porcos. O episódio criou condições concretas para a cooperação entre Cuba e a União Soviética, que iria perdurar por três décadas. A relação cubano-estadunidense se deteriorou de vez na Crise dos Mísseis, que culminou na expulsão de Cuba da Organização dos Estados Americanos (OEA) e a imposição de um embargo dos Estados Unidos a Cuba. A CIA tentou também eliminar o líder cubano diversas vezes.
Dessa forma, a partir de 1959, após a Revolução Cubana, as relações foram se deteriorando substancialmente e desde então se mantiveram em estado de tensão e beligerância. Sem relações diplomáticas entre os dois  países e com Cuba sob um embargo econômico por mais de cinquenta anos, os interesses americanos em Cuba são geridos pela USINT Havana, um departamento de interesses americanos na ilha dentro da embaixada suíça em Havana, com outro departamento similar cubano na embaixada suíça em Washington D.C. Durante décadas, a Assembleia Geral das Nações Unidas tem quase unanimemente pedido pelo fim do embargo político, econômico e financeiro de Cuba aos Estados Unidos e seus aliados, sem qualquer resultado prático.

### Período recente

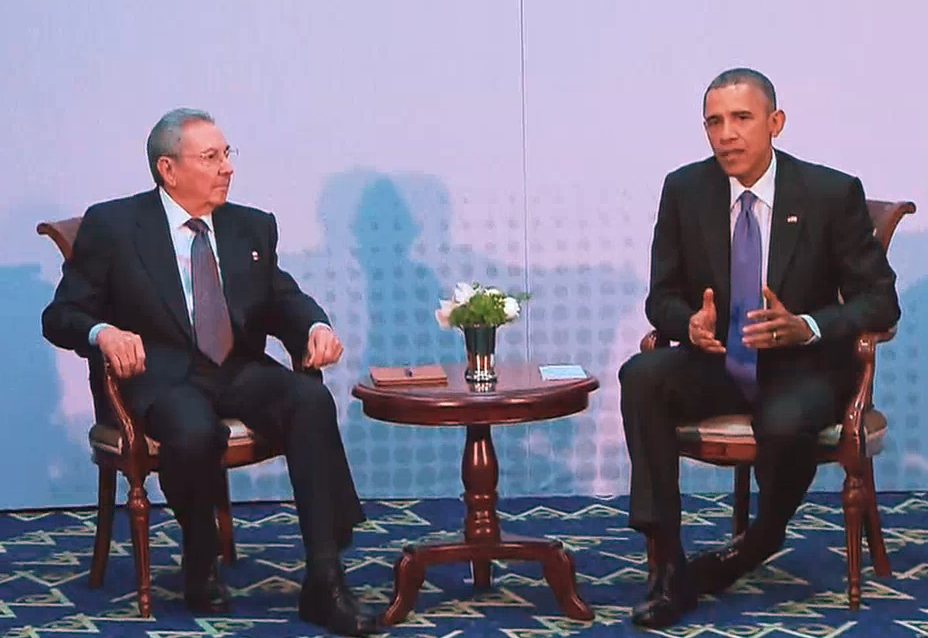
Obama e Raúl Castro em um encontro oficial, em 2015.

Finalmente, em 17 de dezembro de 2014, o presidente dos Estados Unidos Barack Obama e o presidente de Cuba Raúl Castro anunciaram o restabelecimento total das relações diplomáticas entre os dois países, assim como a reabertura da embaixada norte-americana em Havana – e sua contrapartida em Washington – e fim de restrições com a adoção de maiores facilidades para viagens de negócios e transações econômicas, comerciais e financeiras entre cidadãos e empresas dos dois países. O acordo foi anunciado após 18 meses de conversações secretas entre os dois governos, realizadas no Canadá e no Vaticano, com a mediação do Papa Francisco. Contudo, o Poder Executivo não tem autoridade para pôr fim ao embargo econômico, prerrogativa esta do Legislativo, o Congresso dos Estados Unidos, que deverá ter a palavra final sobre o assunto.
Em julho de 2015, ambos os países abriram embaixadas nas respectivas capitais, que haviam sido fechadas em 1961.
Em agosto de 2015, a embaixada norte-americana em Cuba foi oficialmente reaberta na presença do secretário de Estado John Kerry e de três antigos marines que içaram a bandeira norte-americana.
Contudo, foi em 2016 que esta aproximação se consolidou, oficialmente. Barack Obama faz uma visita histórica, de três dias, a Cuba. É de salientar que é a primeira vez, desde 1928, que um presidente norte-americano pisa em solo cubano, depois de longos e turbulentos anos de corte diplomático. Sendo que o encontro mais aguardado teve lugar no dia 21 de março: Obama e Raul Castro reuniram-se no palácio presidencial. Foi a terceira vez que os dois se encontram, mas a primeira em território cubano.

## Quadro comparativo
|                        | República de Cuba                    | Estados Unidos da América                         |
| ---------------------- | ------------------------------------ | ------------------------------------------------- |
| População              | 11 238 317                           | 321 968 000                                       |
| Área                   | 109 884 km²                          | 9 525 067 km²                                     |
| Densidade populacional | 102 hab/km²                          | 33 hab/km²                                        |
| Capital                | Havana                               | Washington, D.C.                                  |
| Maiores cidades        | Havana (2 106 146 hab.)              | Nova Iorque (8 550 405 hab.)                      |
| Governo                | República unipartidária centralizada | República constitucional federal presidencialista |
| Idioma oficial         | Espanhol                             | Inglês                                            |
| PIB (nominal)          |                                      |                                                   |